# Wiesław Chrzanowski (Maschinenbauingenieur)

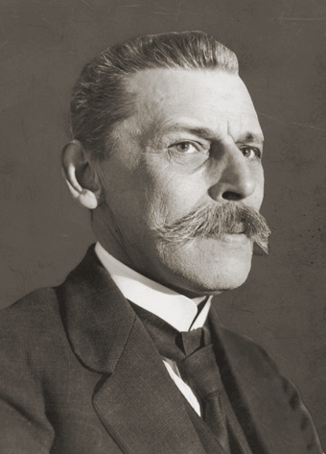
Wiesław Chrzanowski sen.

Wiesław Chrzanowski (* 15. Dezember 1880 in Gruszczyn bei Schwersenz; † 5. Dezember 1940 in Warschau) war ein polnischer Maschinenbauingenieur, Hochschullehrer und christlich-nationaler Politiker (Volks-Nationale Union).
Chrzanowski studierte an der Königlichen Technischen Hochschule in Charlottenburg und wurde dort 1910 mit der Dissertation zur Geschwindigkeitsregelung der Dampffördermaschinen promoviert. Er befasste sich fortan mit der Konstruktion von Wärmekraftmaschinen. 1912 bis 1919 war er Professor an der Polytechnischen Hochschule Lemberg und anschließend an der Technischen Universität Warschau. 1932 bis 1933 war er zudem Rektor der TU Warschau.
Von 26. Juni bis 26. November 1920 war Chrzanowski Minister für Industrie und Handel im ersten Kabinett von Wincenty Witos und im Kabinett von Władysław Grabski.
Sein gleichnamiger Sohn wurde in der Dritten Republik Sejmmarschall (Parlamentspräsident).